# Николь, Адрианна
Адрианна Николь (англ. Adrianna Nicole, род. 25 марта 1977 года) — американская порноактриса.

## Карьера

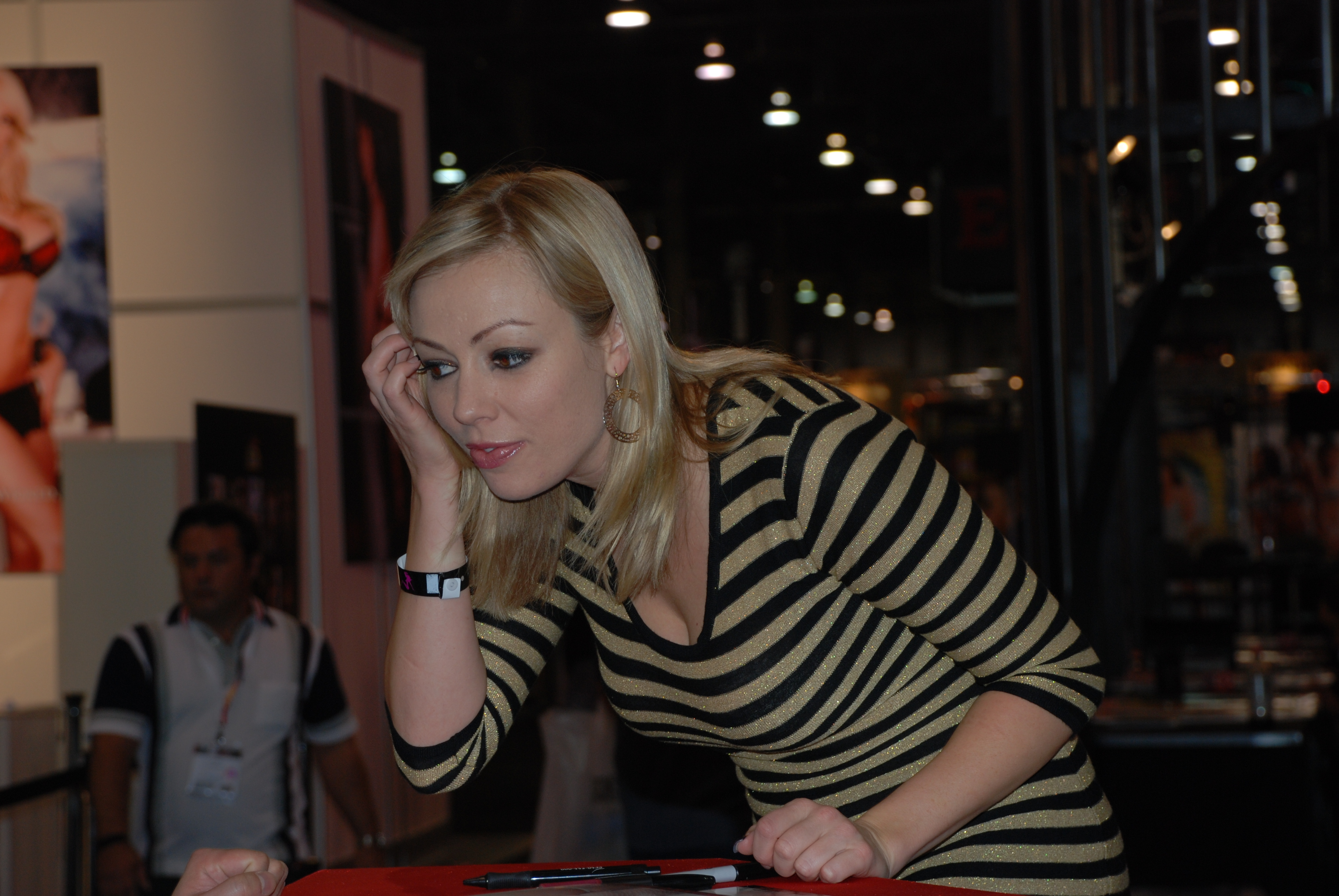
Адрианна Николь на AVN Adult Entertainment Expo, 2009 год

Николь пришла в порноиндустрию в 2000 году и работала в жанрах бондаж и БДСМ под псевдонимом «Семь». В 2002 году она сменила псевдоним на «Петал Бенсон», когда работала с Симоном Бенсоном. В 2006 году, когда пара перестала работать вместе, Николь больше не использует этот псевдоним, но иногда пользуется именем Семь.
Позже она взяла себе имя Адрианна Николь. За свою карьеру она снялась в более чем 300 фильмах в стиле жёсткого порно со сценами группового секса c элементами буккакэ, в котором принимают участие чернокожие исполнители.

## Премии и номинации
- 2007 AVN Award — Лучшая сцена группового секса, видео — Fashionistas Safado: The Challenge (вместе с Беладонной, Мелиссой Лорен, Дженной Хейз, Джианной Майклз, Сандрой Ромейн, Сашей Грей, Николь Шеридан, Мэри Лав, Каролиной Пирс, Джевел Марсо и другими)[2]
- 2008 номинация на AVN Award — Невоспетая старлетка года[3]
- 2008 номинация на AVN Award — Самая скандальная сцена секса — Upload[3]
- 2009 номинация на AVN Award — Самая скандальная сцена секса — World’s Biggest Cum Eating Cuckold[4]
- 2009 номинация на AVN Award — Невоспетая старлетка года[4]
- 2009 номинация на XRCO Award — Невоспетая сирена[5]
- 2009 номинация на XRCO Award — Супершлюха[5]
- 2009 номинация на XBIZ Award — Исполнительница года[6]
- 2010 номинация на AVN Award — Лучшая групповая лесбийская сцена — Party of Feet (вместе с Беладонной, Лекси Белл, Evie Delatosso, Мэдисон Иви, Джорджией Джонс, Alexa Jordan, Кимберли Кейн, Бобби Старр и Алексис Тексас)[7]
- 2010 номинация на AVN Award — Лучшая сцена группового секса — Evil Anal 10[7]
- 2011 номинация на AVN Award — Самая скандальная сцена секса — Belladonna: Fetish Fanatic 8[8]
- 2011 номинация на AVN Award — Лучшая сцена орального секса — Fuck Face[8]